# Wappen der Republik Zypern

Wappen bis 2012

Das Wappen der Republik Zypern zeigt in einem gelben Schild eine weiße Taube mit einem grünen Olivenzweig im Schnabel. Unter der Taube erscheint die Jahreszahl 1960 in Schwarz. Um den Schild rankt sich ein zweiteiliger grüner Kranz.
Der warme Gelbton symbolisiert die einst reichen Kupfervorkommen der Insel, welche dem Metall auch den Namen gaben (lateinisch Cuprum), die Olivenzweige stehen für die beiden Volksgruppen auf Zypern, die Taube als Friedenssymbol. Der Entwurf geht auf den türkischen Zyprer İsmet Güney zurück, der auch der Entwerfer der Flagge der Republik Zypern ist.

## Geschichte
Unmittelbar nach der Unabhängigkeit der Insel im Jahr 1960 bat der Präsident der Republik Zypern, Erzbischof Makarios, den Vizepräsidenten Fazıl Küçük, die Staatssymbole der Insel festzulegen. Küçük beauftragte den befreundeten Lehrer Ismet Güney mit der Ausarbeitung eines Entwurfs, welcher dann auch tatsächlich übernommen wurde.
Seit der Besetzung des Nordens durch türkische Truppen im Jahr 1974 und der vom UN-Sicherheitsrat verurteilten Proklamation der international nicht anerkannten Türkischen Republik Nordzypern im Jahr 1983 wird das Wappen dort in abgewandelter Form als Emblem der Türkischen Republik Nordzypern verwendet.

## Definition
Die Farben der Staatssymbole sind folgendermaßen festgelegt:
- gelb: Pantone 144c
- grün: Pantone 336c